# Tour de Pääskyvuori
La tour de Pääskyvuori (finnois : Pääskyvuoren linkkitorni) est une tour de télécommunication du quartier de Pääskyvuori à Turku en Finlande.

## Description
La tour de Pääskyvuori est située à environ quatre kilomètres à l'est du centre-ville de Turku. 
La tour est bâtie sur la colline de Pääskyvuori qui culmine à 60,7 mètres d'altitude.

## Dimensions
La tour est la structure la plus haute de Turku.
La tour de liaison culmine à 190 mètres d'altitude.
C'est la deuxième plus haute tour de télécommunication de Finlande après la tour de Pasila.
Le diamètre de la tour est de 18 mètres en bas, 7 mètres au milieu et 12 mètres en haut.

## Galerie

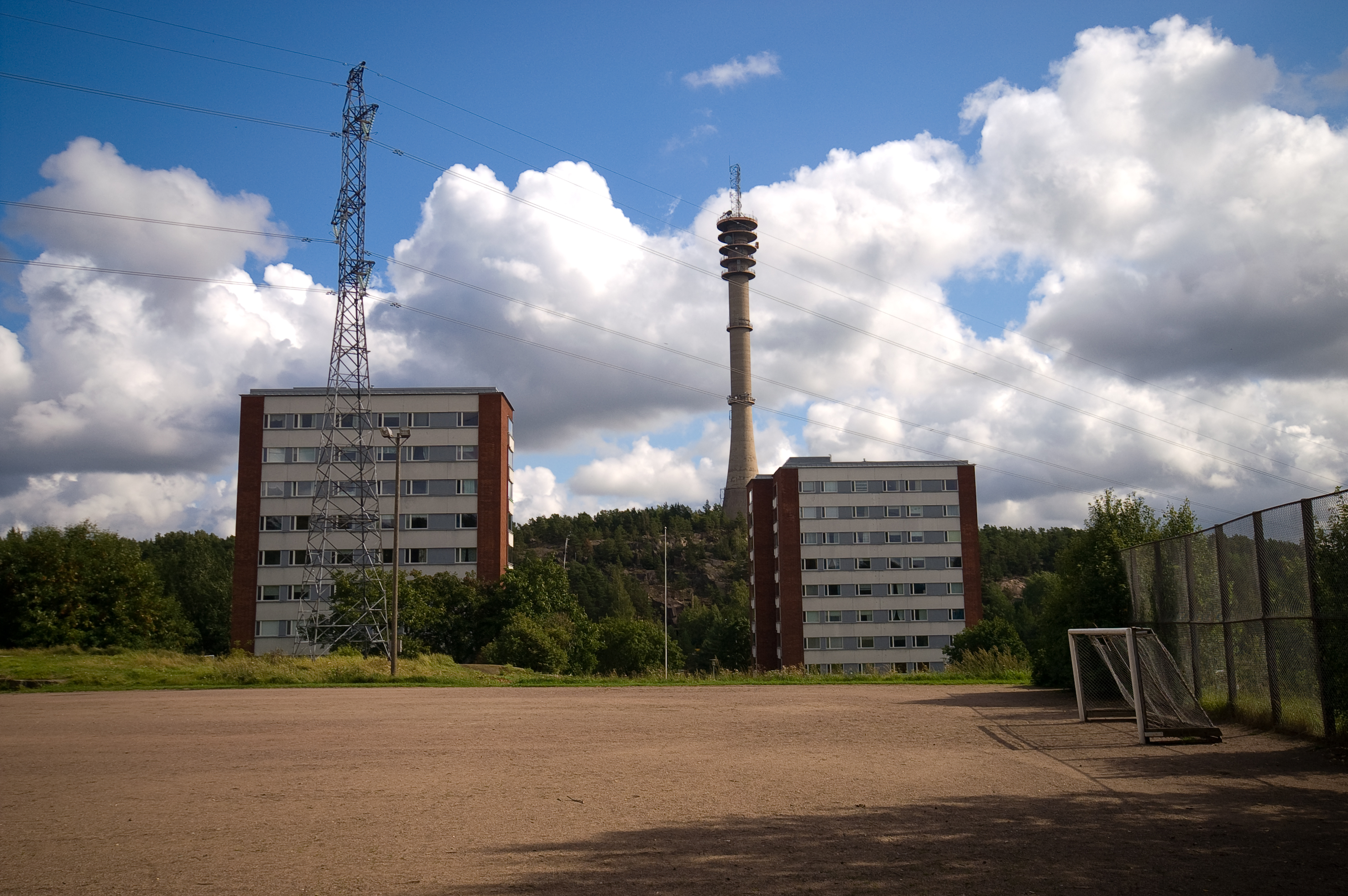
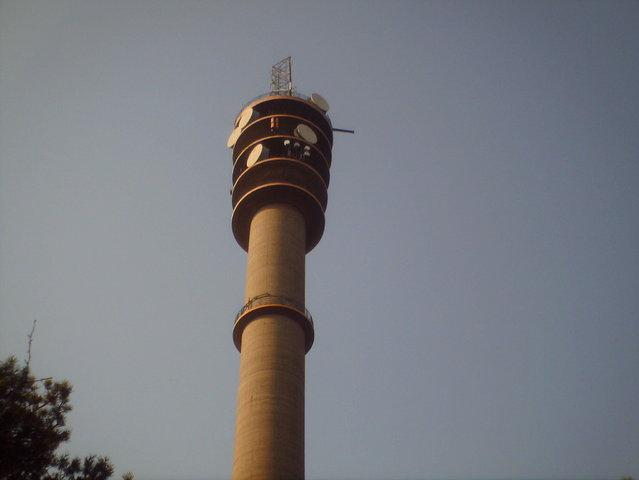
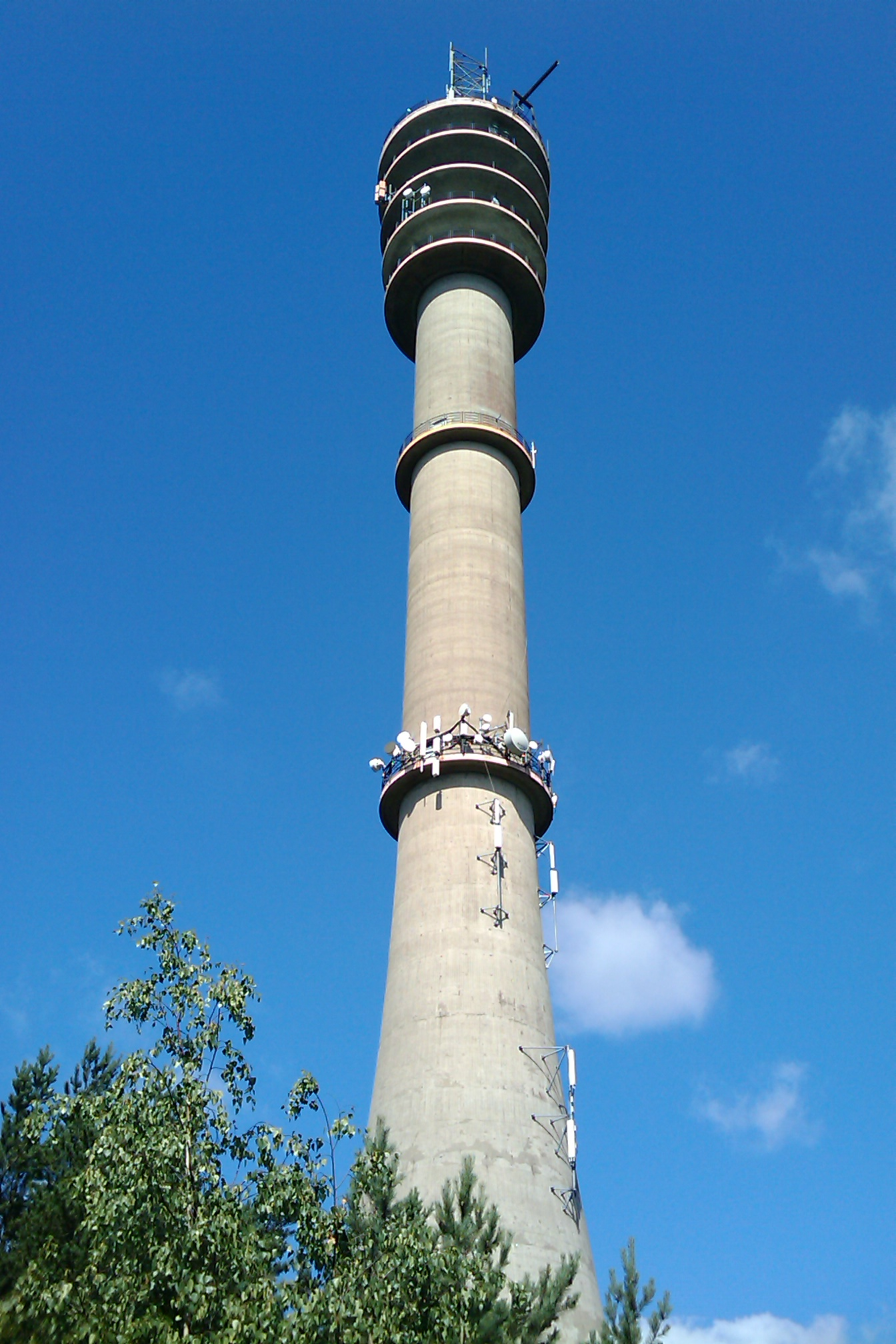